# Comuna Vuka, Osijek-Baranja
Vuka este o comună în cantonul Osijek-Baranja, Croația, având o populație de 1.200 de locuitori (2011).

## Demografie
Componența etnică a comunei Vuka
     Croați (97,17%)
     Sârbi (1,33%)
     Necunoscut (0,08%)
     Neclasificat (1,08%)
Componența confesională a comunei Vuka
     Catolici (97,17%)
     Ortodocși (2,17%)
     Necunoscută (0,33%)
     Alte religii (0,33%)
Conform recensământului din 2011, comuna Vuka avea 1.200 de locuitori. Din punct de vedere etnic, majoritatea locuitorilor (97,17%) erau croați, cu o minoritate de sârbi (1,33%). Apartenența etnică nu este cunoscută în cazul a 0,08% din locuitori. Din punct de vedere confesional, majoritatea locuitorilor (97,17%) erau catolici, cu o minoritate de ortodocși (2,17%). Pentru 0,33% din locuitori nu este cunoscută apartenența confesională.